# ОДЕК
ОДЕК (укр. Футбольний клуб ОДЕК) — украинский любительский футбольный клуб из пгт Оржев, Ровненский район Ровненской области. Выступает в Чемпионате Ровненской области по футболу, любительских чемпионатах Украины. Самый титулованный клуб Ровненской области, чемпион Украины среди любительских команд 2013 года.

## Прежние названия
- 1972—1983: «Деревообработчик»
- 1983—1994: «Факел»
- с 2001: «ОДЕК»

## История
Орживская команда в 70-х годах под названием «Деревообработчик» стала участником первенства Ровненского района, становилась чемпионом в 1979 и 1982. В 1983 коллектив переименовали в «Факел». Команда була в этот период выступала во второй лиге области. В сезоне 1993/94 «Факел» занял третье место в первенстве Ровненщины.
После этого успеха команда прекратила своё существование из-за полного отсутствия финансирования. В 2001 году усилиями высшего руководства ТОВ «ОДЕК Украина» был создан новый коллектив, получивший название «ОДЕК». В том же году, стартовав во второй лиге первенства области, команда стала бронзовым призёром. Футболисты привезли в Оржив и кубок региона. С тех пор клуб начал коллекционировать победы в областном чемпионате, а также кубки области. ОДЕК регулярно выступает во всеукраинских турнирах среди любителей. В 2003 году игроки дошли до финала кубка Украины, а в 2005 заполучили «бронзу» чемпионата страны среди любительских команд. В 2010 команда повторила этот успех. В 2013 году «ОДЕК» стал чемпионом Украины среди любительских команд.

## Тренеры
- до 2008: Григорий Шаламай
- 2008—2012: Олег Кучер
- 2012—2013: Вячеслав Шекель
- 2013: Григорий Шаламай
- 2019: Владимир Полищук

## Достижения
- Чемпион Украины среди любительских команд 2013.
- Бронзовый призёр чемпионата Украины среди любительских команд — 2005, 2010, 2014.
- Финалист Кубка Украины среди любительских команд — 2003.
- Чемпион Ровненской области (8)— 2002, 2003, 2004, 2006, 2007, 2008, 2011, 2013
- Обладатель Кубка области (6) — 2001, 2003, 2004, 2006, 2007, 2014